# Гороховая улица
Горо́ховая улица — средняя из трёх центральных магистралей Петербурга, расходящихся веером от Адмиралтейства. Проходит от Адмиралтейского проспекта до Пионерской площади (бывшего Семёновского плаца). В советское время называлась улица Дзержинского.
Концепция трёх лучей, расходящихся веером от центральной башни Адмиралтейства (так называемый «адмиралтейский трезубец» или «трехлучие»), как основы планировочной схемы, была разработана архитектором П. М. Еропкиным для плана новой застройки Петербурга после пожаров 1736—1737 годов. В этой планиметрии Гороховая улица представляет средний луч, расположенный на биссектрисе между Вознесенским и Невским проспектами.
В настоящее время по Гороховой улице проходит часть границы между Центральным (чётная сторона до Фонтанки, вся улица далее до Загородного проспекта) и Адмиралтейским (нечётная сторона) районами города. Перспективу Гороховой улицы от Адмиралтейства завершает Театр юного зрителя имени А. А. Брянцева.

## История
Появление в планировке города Средней перспективной, занимающей центральное положение, было обосновано в 1719 году Н. Ф. Гербелем, идея впоследствии получила одобрение Б. Х. фон Миниха, а воплощена в жизнь была П. М. Еропкиным. Планировочное название, по концептуальной схеме Еропкина — Средняя перспектива — отражает сугубо местоположение будущего проезда между Невским и Вознесенским проспектами в «трезубце» магистралей, сходящихся к Адмиралтейству. С началом фактической застройки при Анне Иоанновне (императрица в 1730—1740-х годах) получает название Адмиралтейская перспектива (позже Адмиралтейский проспект); в некоторых документах сохраняется описательный отсыл к плану застройки — «Средняя проспективная». Композиционно улица была связана с новой башней Адмиралтейства. В 1766—1776 в связи с тем, что улица занимала важное положение в системе городских путей, здесь был построен первый каменный мост столицы через Екатерининский канал.
Топографическое описание, изданное в 1839 году, излагая намерение Анны Иоанновны провести этот проспект «от Адмиралтейства в Ямскую Московскую слободу», констатирует, что на самом деле его удалось довести только до Загородного проспекта. За строками этого описания остаётся тот факт, что сама Ямская Московская слобода осталась значительно левее от перекрёстка с Загородным, в то время как «прилегание» к Сенной площади, на котором настаивает автор, также получилось неточным и относительным.
Около 1756 года купец Гаррах (в народе Горох, Горохов) построил в начале Адмиралтейского проспекта каменный дом и открыл лавку, тем самым выступив эпонимом этой магистрали. Однако этой «перспективе», в отличие от Невского, не удалось превратиться ни в торговую, ни в оживлённую транспортную магистраль. Геометрическая правильность проведения биссектрисы между Невской и Вознесенской «перспективами» обернулась потерей целесообразной нацеленности среднего луча в точку, создающую предпосылки дальнейшего продолжения и развития. Этот фактор непривлекательности был усугублен неспособностью властей настоять на достаточной ширине проезжей части при дальнейшей застройке. В результате в середине XIX века Гороховый проспект, хоть его так по прежнему называют в 1839 году, становится единственным из 40 проспектов Петербурга александровской эпохи, который потерял свой статус, «деградировав» до улицы.
Гороховая тем не менее оставалась важной связующей улицей, по ней проходили маршруты общественного транспорта: в конце 1830-х здесь было открыто движение городских экипажей, а в 1907 — первый в городе автобусный маршрут. После того, как в 1837 году начала работу Царскосельская железная дорога, Гороховая улица, соединяющая Царскосельский вокзал с Зимним дворцом, вошла в число императорских трасс. Когда на рубеже веков Царское Село стало главной императорской резиденцией, её значение, как транспортного пути, возросло.
Особенностью улицы является то, что парадные фасады домов, находящихся на пересечениях её с другими улицами, большей частью обращены не на Гороховую. Застроена она была в основном доходными домами, в которых находились лавки и магазины (сказывалось, что рядом с Гороховой находились крупные рынки), а в дворовых флигелях — мастерские. Здесь не было храмов (кроме одной домовой церкви), других общественных зданий, лишь два присутственных места в угловых домах, рестораны также располагались в угловых домах. 
В доме № 2 по Гороховой улице с 1918 года находилась Всероссийская чрезвычайная комиссия Совета народных комиссаров по борьбе с контрреволюцией и саботажем (ВЧК), которую возглавлял Ф. Э. Дзержинский. В том же году улицу переименовали в Комисса́ровскую, а затем в 1927 году — в у́лицу Дзержи́нского. Прежнее название — Гороховая — вернули в 1991 году.
В советские годы существовали планы по продлению улицы Дзержинского за Пионерскую площадь (Невский продлился Заневским проспектом, а проспект Майорова и Измайловский — Новоизмайловским). С этой целью ровно в створе улицы Дзержинского проложили Софийскую улицу. Также в Волкове по этой оси построили дома № 2 и 4 по Волковскому проспекту, а также № 20, 22 и 24 по улице Салова. Однако масштабные планы реализованы не были.
26 ноября 2010 года Гороховая улица от Загородного проспекта до Адмиралтейского проспекта была закрыта на капитальный ремонт, который завершили в сентябре 2011 года.
До 1950-х годов улица была вымощена диабазовой брусчаткой.

### История переименований
- Средняя Проспективная ул. (1730—1740-е годы)
- Адмиралтейская перспектива, Семёновская перспектива (1740—1750-е годы)
- Гороховый проспект ул. (1750-е годы — 1840-е годы)
- Гороховая ул. (1840-е годы — октябрь 1918)
- Комиссаровская ул. (октябрь 1918 — 13.01.1927)
- ул. Дзержинского (13.01.1927 — 04.10.1991)
- Гороховая ул. (с 04.10.1991)[5]

Другие названия улицы:
- Адмиралтейский пр. (1828—1840); одновременно Гороховый проспект
- Адмиралтейская ул. (1828—1846)
- Средняя Адмиралтейская перспектива (1766—1801)
- Графский пролом (1758—1793)
- Семёновский проспект[6].

## Здания и сооружения Гороховой улицы

### 1—10
- Дом № 1 (Адмиралтейский проспект, 8)  Объект культурного наследия № 7802415000№ 7802415000 — дом купца И. Г. Щербакова — И. П. Кутайсова — Г. П. Гампса (1781, 1801[уточнить]). Годы постройки: 1780—1790; 1899 (архитектор Г. Г. фон Голи, стиль — классицизм). В доме (Крюковской) находился первый в городе магазин «гуммилистических» (резиновых) изделий а также трактир первого класса «Город Лондон».
- Дом № 2/6 (Адмиралтейский проспект, 6) — дом Фитингофа (дом губернских присутственных мест).
- Дом № 3  Объект культурного наследия № 7802416000№ 7802416000 — доходный дом Второго российского страхового общества (1912—1915, архитектор А. В. Кенель, стиль — неоклассицизм). Второе российское страховое от огня общество было открыто в 1835 году.
- Дом № 4  Объект культурного наследия № 7800717000№ 7800717000 — доходный дом страхового общества «Саламандра» (1908—1909, архитектор М. М. Перетяткович при участии Н. Н. Верёвкина, стиль — неоклассицизм с элементами модерна). Фасад здания облицован гранитом с двумя симметричными двухъярусными эркерами. Другие элементы фасада: гирлянды, венки, маски, медальоны с женскими фигурами из белого мрамора, рога изобилия. Над въездом во двор помещено изображение саламандры. В этом доме жили: балетмейстер и педагог А. Я. Ваганова (мемориальная доска «Здесь с 1937 года по 1951 год жила Агриппина Яковлевна Ваганова, профессор, крупнейший деятель советской хореографии», архитектор М. Ф. Егоров; в 1990-е годы мраморная доска 1958 года была заменена на гранитную), композитор И. О. Дунаевский (мемориальная доска «В этом доме с 1936 года по 1941 год жил и работал выдающийся композитор Исаак Осипович Дунаевский»), певец И. В. Ершов (мемориальная доска «В этом доме с 1931 по 1941 годы жил великий русский певец, профессор Ленинградской консерватории, народный артист СССР Иван Васильевич Ершов», 1989, архитектор Л. Г. Бадалян, гранит), певица С. П. Преображенская (мемориальная доска «В этом доме с 1937 по 1966 годы жила народная артистка СССР, лауреат Государственных премий СССР, профессор Софья Петровна Преображенская», 1971, архитектор В. Д. Попов, гранит), балерина Г. С. Уланова. В настоящее время здание занимает Генеральное консульство Румынии.
- Дом № 5 — доходный дом С. В. Орлова-Давыдова, здание в стиле модерн (XVIII век; 1834; 1904, архитектор А. А. Грубе). В 2001 году включён в «Список вновь выявленных объектов, представляющих историческую, научную, художественную или иную культурную ценность». С февраля 1842 года до отъезда в Париж в 1844 году здесь жил М. И. Глинка[7], здесь он заканчивал свою оперу «Руслан и Людмила».
- Дом № 6  Объект культурного наследия № 7802353000№ 7802353000 — дом страхового общества «Саламандра»[8] (1908—1911, архитектор Н. Н. Верёвкин, стиль — неоклассицизм). Страховое общество «Саламандра» было создано в 1846 году. В здании размещался Клуб им. Урицкого ОГПУ, затем школа МГБ СССР, на фасаде — мемориальная доска Алиеву, учившемуся здесь: «В этом доме, в высшей школе МГБ СССР в 1949—1950 гг. учился выдающийся государственный деятель, президент Азербайджанской республики Гейдар Алиевич Алиев»[9]. В 1960—1980 гг. в здании располагался роддом № 7 Куйбышевского района. Затем гемофилийный центр, косметологическая поликлиника, подстанция скорой помощи. В настоящее время городская поликлиника № 37 и Институт красоты.
- Дом № 7 (Малая Морская улица, 15) — дом Клоссена — здание Русского общества страхования от огня (Русского страхового общества). Трёхэтажный дом начала XIX века был перестроен в 1882 году (архитектор А. Л. Гун), надстроен в 1912-м (инженеры А. Н. Веретенников и Б. А. Липавский). В доме тайного советника Клоссена в начале 1820-х годов французом Андрие был открыт трактир 1-го класса. Андрие, вернувшийся на родину в 1829 году, продал ресторан Дюме. В 1829—1830-х годах здесь многократно бывал А. С. Пушкин, здесь же в 1834 году он познакомился с Ж. Дантесом. В 1882 году перестроен для Русского страхового от огня общества, основанного в 1867 году (брат архитектора А. Л. Гуна был одним из его основателей). В 1895 году общество сменило название на «Русское страховое общество» и начало страховать транспортные средства.
- Дом № 8 (Малая Морская улица, 13)  Объект культурного наследия № 7810597000№ 7810597000 — дом Ротина — доходный дом Гиллерме (1834, архитектор Г. Боссе; 1875—1877, архитектор И. П. Маас, стиль — эклектика). Во 2-й половине XIX века дом был надстроен одним этажом. Принадлежал Ф. И. Ротину, который в 1870-х годах открыл здесь ресторан «Вена» (другие названия «Венский трактир»/«Интернациональный ресторан»/«Ресторан И. Соколова»). В 1884 году при ресторане был открыт «Новый шахматный клуб». Постоянными посетителями ресторана были писатели А. Т. Аверченко, Л. Н. Андреев, М. Горький, А. И. Куприн, А. Н. Толстой, поэты А. А. Блок, С. М. Городецкий, певец Ф. И. Шаляпин. Ресторан был в бельэтаже с окнами на Гороховую, затем были сделаны 19 отдельных кабинетов, на стенах были развешаны рисунки и автографы знаменитых посетителей. В 1903 году новым владельцем ресторана, вновь открывшегося 31 мая, стал И. С. Соколов. Название «Ресторан Ивана Соколова» закрепилось с началом Первой мировой войны. После революции ресторан был закрыт, вновь открылся на этом месте в 1993 году. В настоящее время здесь расположен мини-отель «Старая Вена»[10] (с 01.10.2019 Гостевые комнаты), все номера в котором посвящены поэтам и писателям Серебряного века. Также здесь проводятся поэтические и литературные вечера и мероприятия, в том числе экскурсии «Открытого Города». Среди жильцов дома были писатель И. С. Тургенев (1851—1852), композитор П. И. Чайковский (1893, в 1911 году здесь установлена одна из первых мемориальных досок в России с надписью: «Пётръ Ильичъ Чайковский родился 25го апреля 1840-го года въ Вятской губернии на Воткинскомъ заводе. Скончался в этомъ доме 25го октября 1893-го года», архитектор Л. Н. Бенуа), военачальник В. К. Блюхер (1923—1926), балерина Г. С. Уланова (1926—1935, мемориальная доска установлена 21 июля 2011 года).
- Дом № 9 — доходный дом Н. П. Жеребцовой (1852—1854, архитектор И. А. Монигетти, стиль — необарокко, надстроен). В 2001 году включён в «Перечень вновь выявленных объектов, представляющих историческую, научную, художественную или иную культурную ценность». Здесь были магазин «Детская обувь» В. Евстифеева (1912) и торговый дом «Ю. Мартенс» (1914).
- Дом № 10  Объект культурного наследия № 7802352000№ 7802352000 — дом княгини Н. П. Голицыной — дом князя А. И. Чернышёва (перестроен в 1839—1840 годах, архитектор А. А. Тон). Известен как Дом Пиковой дамы. В XIX веке здесь жила княгиня Н. П. Голицына, послужившая, по мнению литературоведов, прообразом старухи-графини из «Пиковой дамы» А. С. Пушкина. Описание дома в повести соответствовало реальной обстановке дома: «Просторный вестибюль. Парадная мраморная лестница ведёт к камину на площадке. Над ним высокое полуциркульное зеркало, а в нём небольшие круглые часы. Полустёршиеся римские цифры на циферблате. Внизу надпись: Leroy Paris.» Голицына умерла здесь в 1837 году в возрасте 94 лет, после чего дом был куплен казной для военного министра князя А. И. Чернышёва. В 1839—1840 годах здание было перестроено архитектором А. А. Тоном: первый этаж остался без изменений, однако здание стало выше, увеличились окна бельэтажа, изменился характер наличников, на фасаде добавились скульптурный пояс, чугунная золочёная решётка, герб на фронтоне. Также были изменены внутренняя планировка и отделка. В 1852 году, к 25-летнему юбилею Чернышёва на посту военного министра, казённый дом был передан ему в вечное и потомственное владение.

### 11—20

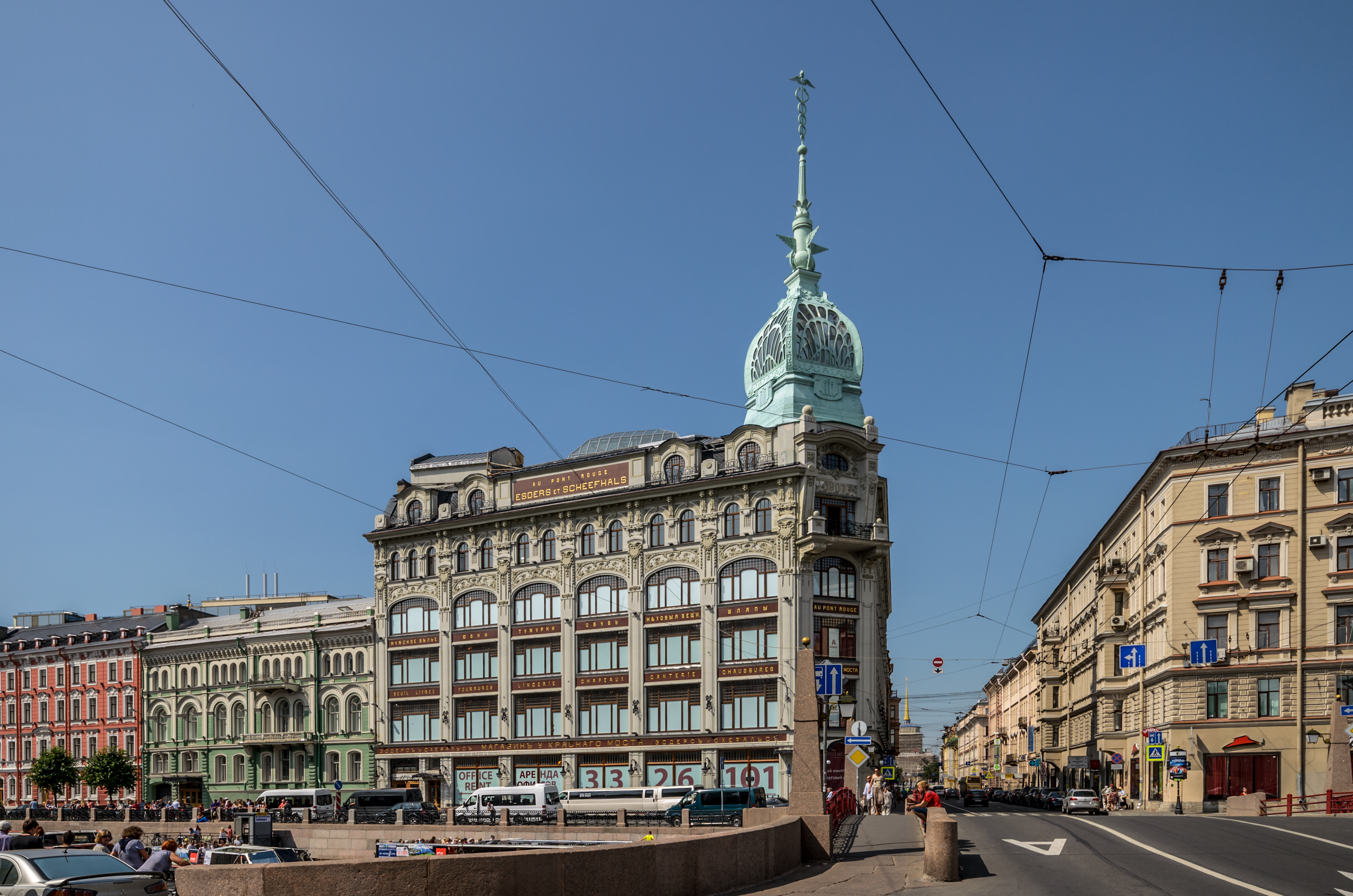
Здание торгового дома «Эсдерса и Схейфальс»

- Дом № 11  Объект культурного наследия № 7810060000№ 7810060000 — дом Лерха, также дом Елисеевых, дом Комедии Зигмунта. Был построен в 1745 году, надстроен и перестроен в 1838 году по проекту архитектора Реймерса в стиле классицизма с элементами барокко. Ещё в 1730-х гг. обжигальщик кирпичных заводов Полунин Гаврила Дмитриевич хотел построить дом на этом месте, но не реализовал своего плана, и землю отдали под строительство театрального здания (одного из первых в городе), которое обещал построить немецкий артист Яган Христофор Зихмунт. В 1745 году здание был построено и оформлено в духе ранних работ Растрелли или Чевакинского). После смерти Я. Х. Зихмунта в 1750 году, его вдова Мария-Елизавета заложила дом, однако покупателя найти не удалось. Затем сменил множество хозяев, он принадлежал вдове подполковнице Марфе Кирилловне Елагиной. В 1755 году было дано объявление о продаже, далее купцам Василию Портеру, Луи Фоконье, в 1781 году его приобрела фрейлина Наталья Львовна Нарышкина (жена полковника Славянского гусарского полка Ивана Антоновича Соллогуба). В 1820-х гг. дом принадлежал Кусовникову, в нём работал музыкальный магазин Рихтера. В конце 1830-х гг. дом был приобретён глазным врачом В. В. Лерхом; в 1838 году дом был надстроен (архитектор Реймерс К. И. с одобрения архитектора П. П. Жако). Во дворе построили 5-ти, 6-тиэтажные флигели. В 1840—1841 гг. здесь жил писатель и философ Герцен А. И.. В 1843 году свой ресторан «Лерхе» открыл здесь чиновник Военного министерства Густава Лерхе (1787—1876). Ресторан «славился» офицерскими пирушками, его упоминал в стихотворении «Говорун» Н. А. Некрасов. С конца 1840-х гг. до 1917 года владельцами дома были Елисеевы. В 1840 году в здании жил Фотограф Левицкий С. Л., а в 1840—1841 гг. в кв. № 21 жил писатель А. И. Герцен. «Литературная газета» печаталась в типографии К. К. Края (Гороховая ул., участок д. 11). В 1896—1915 гг. жил писатель Тихонов Н. С., на доме была Реклама торгового дома «Ф. Бутц». В 1955 году установлена мемориальная доска «В этом доме в квартире № 21 в 1840-41 гг. жил Александр Иванович Герцен». С 2003 года в здании работают отели.
- Дом № 12 — дом И. Штрауха, также дом генерала Загряжского. Построен в 1740 году в стиле классицизм. В 1736—1737 гг. участок принадлежал секретарю воинской морской команды Пимену Пареному, с начала 1740-х гг. владельцем участка был генерал Загряжский. Здесь был погреб с винами купца Миттендорфа, затем дом принадлежал: сенатору Д. В. Волкову, А. В. Олсуфьеву. В 1760-х гг. дом надстроили на один этаж. В 1784 году Олсуфьев умер, и дом купил Григорий Максимович Походяшин, а в 1789 году дом купил обер-прокурор Сената Александр Николаевич Зубов. Затем здание перешло к жене брата Г. М. Походяшина — Каролине Антоновне (сестре директора лицея Е. А. Энгельгардта). В конце 1790-х гг. принадлежал барону Григорию Александровичу Строганову, в 1820—1860-х гг. домом владели аптекарь Иван Штраух и его наследники. В 1839 году дом был надстроен до четвёртого этажа. В 1840-е годы в доме Штрауха члены кружка петрашевцев П. Д. Антонелли и Ф. Г. Толль снимали меблированную квартиру. В 1850-х гг. находилась мебельная фабрика А. Гамбса, а также магазины: музыкальных инструментов фабриканта Коха, бенгальские лампы, (первая медаль на всемирной выставке в 1851 г., изобретены хозяином магазина П. Штанге), хирургические инструменты Л. Рооха.
- Дом № 13 (Гороховая ул., 13/Большая Морская ул., 28) — доходный дом генерала И. Ф. Тутолмина. Здание дважды перестроил архитектор Сюзор П. Ю.. Дом и дворовые флигеля были надстроены. В 1736 году был отведён участок тайному советнику Василию Яковлевичу Новосильцеву, с 1860-х гг. дом принадлежал Ивану Федоровичу Тутолмину.
- Дом № 14 — доходный дом А. С. Воронина (дом П. А. Жадимировского). Дом был возведён на участке бывшей Морской слободы, со стороны Гороховой ул. был построен как служебный флигель. Построен по планам П. М. Еропкина, составленным до 1738 года. На плане Соколова, Горихвостова и Сент-Илера (1760—1770-е годы) дом отмечен как одноэтажный на высоком подвале. В 1867—1868 гг. перестраивался с надстройкой и изменением фасада под руководством архитектора Роберта Гёдике. В 1893—1894 гг. вновь перестраивался, архитектором выступил военный инженер А. И. Донченко. В 1824 году здесь открылось первое в Петербурге «справочное место». В 1830-х гг. дом принадлежал представителю известной купеческой семьи Петру Алексеевичу Жадимировскому. В нём снимал помещение дамский портной и корсетный мастер М. Зегер, размещалась центральная гомеопатическая аптека Ф. Бахмана. В 1832—1833 гг. жил А. С. Пушкин (в квартире из 12 комнат со службами (конюшня, сарай для экипажей, сарай для дров, ледник, чердак за 3 тыс. руб. в год). Здесь он создал последнюю главу повести «Дубровский», приступил к написанию «Капитанской дочки» и в это же время появилось первое полное издание романа в стихах «Евгений Онегин». В 1844 году после смерти П. А. Жадимировского владелицей дома стала его вдова Елизавета Степановна с детьми (три дочери и сын Алексей). До 1860-х гг. дом был трёхэтажным. В 1860—1870-х гг. дом принадлежал действительному статскому советнику Александру Степановичу Воронину. В конце XIX века дом купил Доминик Яковлевич Риц-а-Порто (выходец из Швейцарии, хозяин кафе «Доминик» на Невском пр., 24). С начала XX века домом владело «Российское общество страхования капиталов и доходов», в 1909 году здесь находилась контора подрядчика строительных работ Карла Осиповича Гвиди. После Февральской революции в корпусе по Гороховой, 14, помещался Угрозыск. Позднее здание отдали в жилой фонд, с начала 1970-х гг. — отдан Ленинградской телефонной сети.
- Дом № 15  7802443000 — здание торгового дома «Эсдерса и Схейфальс», в советское время — Швейная фабрика им. В. Володарского. Существующее здание построили в 1905—1907 годах архитекторы К. Н. де Рошфор, В. А. Липский, стиль — модерн. Металлический каркас дома весил 70 000 пудов и изготовлен на заводе Э. Тильманса. Здание украшено штукатурным декором, большие окна, узкие простенки, на трёх нижних этажах окна прямоугольные, на 4-м с полукруглым завершением и над окнами изображены кувшинки, на 5-м — сдвоенные оконные проемы, на мансардном этаже окна подковообразной формы. Также со стороны Гороховой ул. завершался невысоким аттиком с именами владельцев. Угловая башня с куполом и шпилем утрачена. До того, в первой половине XVIII века участок принадлежал В. Я. Новосильцеву, в 1746 году участок был разделён, на планах на нём уже значились постройки. В середине XVII века владение принадлежало вице-президенту Юстиц-коллегии Фридриху фон Бремеру. В 1778 году участок был продан придворному портному Крестьяну Федорову (Христиану Фридриху) Поппе. В 1783 году жена Поппе — Авдотья Федоровна — продала дом портному «здешнего портного цеха» Карлу Гейдеману. Следующим владельцем был коммерции советник, городской голова Николай Дмитриевич Меншиков (от него участок достался сыну, а затем внуку). В 1842 году дом был трёхэтажным, по проекту П. И. Габерцеттеля был пристроен балкон. В 1860 году архитектор И. И. Цим проектирует перештукатурку фасадов, строятся каменные службы во дворе. В 1861 году по проекту архитектора А. А. Докушевского был устроен фотопавильон — Фотоателье Иоганна Абрагамсона). С 1870 года в доме находилась центральная гомеопатическая аптека. В 1890-х гг. — гомеопатическая лечебница. Одну из квартир снимал врач-гомеопат А. Ф. Флеминг. В 1905 году бельгийский подданный С. Эсдерс и нидерландский подданный Н. Схейфальс подали прошение о разрешении построить пятиэтажное с мансардой здание для их торгового дома на месте дома № 15. С 1906 года дом заняла фирма «Эсдерс и Схейфальс» (продажа готового женского и мужского платья). С 1919 года в здании работала Центральная швейная фабрика. С 1922 года ей присвоено имя комиссара по делам печати, пропаганды и агитации В. Володарского (начинавшего свою трудовую деятельность портным). В 1928 года из цеха пошива дамской одежды фабрики им. В. Володарского была создана фабрика «Большевичка». С 13.04.1992 года зарегистрировано АОЗТ (ныне ЗАО) «Фабрика одежды Санкт-Петербург».
- Дом № 16 (Набережная реки Мойки, 71) — доходный дом К. Б. Корпуса. Построен в 1876—1878 годах по проекту А. Р. Гешвенда. Включён существовавший дом. Стиль — эклектика.
- Дом № 17 — дом Х. Я. Таля. В начале XIX века данный участок купил купец Христофор Таль, на нём уже стояло одноэтажное здание в 14 окон. Два выступа этого дома соединяла железная ограда с венками. В 1810 году в здании заседало Английское собрание. переехав туда из дома № 19). Членами клуба были баснописец И. А. Крылов, архитектор В. П. Стасов, поэт В. А. Жуковский. В 1822 году Английский клуб переехал вновь. В 1826 году дом получило Третье отделение Собственной Его Императорского Величества канцелярии. В 1830-е годы владение было разделено между наследниками Таля, участок перепланировали и возвели новые постройки. В 1840-х на нём располагался Корпус жандармов и Главная императорская контора. Третье отделение переехало на Фонтанку.
- Дом № 18  7810587025 — Здание Санкт-Петербургского училища глухонемых. Включает комплекс памятников: Воспитательный дом Императорский (Российский государственный педагогический университет имени А. И. Герцена), дом П. А. Бутурлина. По первым сохранившимся сведениям, участок принадлежал Мусиным-Пушкиным, после казни Платона Ивановича достался его племяннику Аполлосу Эпафродитовичу, застроен не был. Указом Елизаветы Петровны землю передали А. Б. Бутурлину. В начале 1770-х гг. сын А. Б. Бутурлина — Пётр Александрович возвёл каменный дом в стиле раннего классицизма. В 1797 году Дмитрий Петрович Бутурлин продаёт участок купцу Кусовникову. Композитор Глинка М. И. (1804—1857) жил в 1848—1849 гг. в этом доме у своего зятя В. И. Флери (директора Училища глухонемых). Также жил в этом доме писатель, журналист, издатель, филолог, тайный советник (1843), член-корр. Петербургской Академия Наук (1827) Греч Н. И. (1787—1867). В 1817 году здание выкупили в казну у купчихи Кусовкиной для первого в России Училища глухонемых. К 1820 году здание перестроили и включили в комплекс Санкт-Петербургского Воспитательного дома. Церковь апостолов Петра и Павла при Императорском училище глухонемых была заложена 29.06.1844 на третьем этаже, в центральной части корпуса на Гороховой. В 1844—1847 гг. дом перестроили по проекту архитектора П. С. Плавова. (надстроили четвёртый этаж, проведена внутренняя перепланировка, центр украшен 9-ю полуколоннами). В 1901 году Попечительство императрицы Марии Фёдоровны о глухонемых открыло амбулаторию для приходящих в здании Училища глухонемых. Руководил ею М. В. Богданов-Березовский, трудились доктора В. А. Лийк и М. С. Шумахер. Позднее в здании располагался исторический факультет Ленинградского Педагогического института им. А. И. Герцена. В 1996 году Государственный педагогический университет им. А. И. Герцена вернул помещение церкви.
- Дом № 19 — дом Х. Я. Таля, особняк графа П. Скавронского, 1834 год, архитектор А. Х. Пель. Стиль — эклектика. В конце XVIII века на участке находился особняк графа Павла Скавронского (внучатого племянника Екатерины I). В 1778 году Скавронский сдал дом Английскому собранию, в 1810 году Английское собрание переехало в соседний дом № 17. В 1820-е годы дом купил купец Христофор Таль. В 2001 году КГИОП включил дом в «Перечень вновь выявленных объектов, представляющих историческую, научную, художественную или иную культурную ценность». Мемориальная доска «Вышина воды 7-го ноября 1824 года» вырублена на цоколе здания.
- Дом № 20 — здание Александровской женской гимназии, ранее — здание женской гимназии и детского приюта при Санкт-Петербургском Воспитательном доме. Построено в 1870—1871 по проекту архитектора П. К. Нотбека  По ранним сведениям, участок принадлежал сахарозаводчику Жадимировскому, в 1820-е годы дом был куплен казной у купчихи Жадимировской и отдан Воспитательному дому. В 1871—1917 гг. в здании находилась Александровская женская гимназия, а в 1903—1906 гг. — Женский педагогический институт. В 1908 году Высшие женские историко-литературные курсы Н. П. Раева. После революции, в 1920-х гг. была образована 11-я трудовая школа, в конце 1920-х гг. 38-й фабрично-заводская девятилетка, затем десятилетняя школа № 27. С 1945 года мужская школа № 211, в 1950-х — средняя общеобразовательная школа № 211. В 1998 году школа стала ассоциированным членом Российского государственного педагогического университета имени А. И. Герцена. В 2000 году школе присвоено имя Пьера де Кубертена. Выпускниками этого заведения были народный артист В. И. Стржельчик, кинорежиссёр Ю. Б. Мамин, ведущий телепрограммы «Взгляд» В. В. Мукусев, Б. В. Грызлов, Н. П. Патрушев, С. М. Смирнов, Г. С. Полтавченко, тренер сборной России по дзюдо Александр Корнеев, Л. Д. Рейман.

### 21—30
- Дом № 21 — жилой дом.
- Дом № 22 — в 1912 году Попечительство императрицы Марии Фёдоровны о глухонемых организовало Бюро для наведения справок о семейном и материальном положении частных глухонемых, обращавшихся за помощью. Позднее — Полиграфическая Фабрика № 2.
- Дом № 23 — доходный дом. В 1899—1900 гг. был перестроен, архитектор П. Н. Батуев. Во второй половине XIX века была надстроена мансарда. В 1905 здесь был образован профсоюз деревообделочников. На здании установлена мемориальная доска «Пролетарии всех стран, соединяйтесь! 1905-XX-1925. В этом доме (5-й этаж кв. 50) 12 ноября 1905 года происходило первое собрание союза деревообделочников. Ленинградский подрайком союза деревообделочников. 2-I-26 г.»
- Дом № 24 — доходный дом И. Д. Черткова.

- В начале XVII века участок принадлежал трактирщику Исайе Петровичу Норштрейну и наследникам.
- В 1780-м гг. территория перешла к владелице фабрики игральных карт Анне Дюпон. Каменный дом.
- Следующий владелец — придворный врач Егор Торсберг.
- В 1833 году певец, композитор и учитель пения Иван Алексеевич Рупин снимал квартиру. (автор песен «Вот мчится тройка удалая», «Не шуми, мати, зелёная дубравушка», «Ах, не одна-то во поле дороженька».)
- В 1840 году хозяин дома Ивана Дмитриевича Черткова (1796—1865). Архитектор А. Х. Пель надстраивает два этажа со стороны Гороховой ул. и третий этаж со стороны канала.
- В 1850 году дом перешёл (по наследству) к Елене Ивановне Шуваловой (в первом браке Орлова-Денисова). (от жены Елены Григорьевны Строгановой (1800—1832)).
- В 1874 году архитектор М. Шендека перестроил лестницу и увеличил окна подвального этажа.
- В 1888 году была построена новая лестница до чердака (из несгораемых материалов).
- В этом доме были: чайный и часовой магазины, мясная и свечная лавки, позолотная мастерская, парикмахерская, литография Гейндрихсена и типография Л. Эттингер, портерная Н. Дурдина, магазин молочных продуктов Сумаковых, ювелирная мастерская К. К. Бланка и аптека Пеля (основатель Василий Пель и его сын Оскар Васильевич Пель).
- В 1897 году владелец дома Василий Андреевич Лапшин («спичечный король»)
- В 2001 году КГИОП включил дом в «Перечень вновь выявленных объектов, представляющих историческую, научную, художественную или иную культурную ценность».

- Дом № 25 — дом И. Штрауха, вторая половина XVIII века, расширен в первой четверти XIX века. С 21.07.2009 № 10-22 здание включено в Единый государственный реестр объектов культурного наследия (памятников истории и культуры) народов Российской Федерации в качестве объекта культурного наследия регионального значения.
- Дом № 26  Объект культурного наследия № 7802540000№ 7802540000 — Дом Граббе (доходный дом А. Котомина), середина XVIII века. 1750-х гг., 1838 год — надстроен, архитектор Августин Матвеевич Камуцци, 1956 года — реконструирован[11].
- Дом № 27 — доходный дом, 1859 год — перестроен и расширен, архитектор Г. И. Карпов
- Дом № 28 — доходный дом, конец XVIII — начало XIX века. Стиль — классицизм.
- Дом № 29 — дом Я. П. Оливье. Фабрика орденов и знаков Д. И. Осипова, 1840 г., архитектор А. Х. Пель (1809—1902). Стиль — эклектика. В 2001 году КГИОП включил дом в «Перечень вновь выявленных объектов, представляющих историческую, научную, художественную или иную культурную ценность».
- Дом № 30 — доходный дом. Построен в 1837 году по проекту В. Е. Моргана. Стиль — классицизм. В 2001 году КГИОП включил дом в «Перечень вновь выявленных объектов, представляющих историческую, научную, художественную или иную культурную ценность», приказом председателя КГИОП от 15.09.2006 № 8-112 исключен из списка.

### 31—40

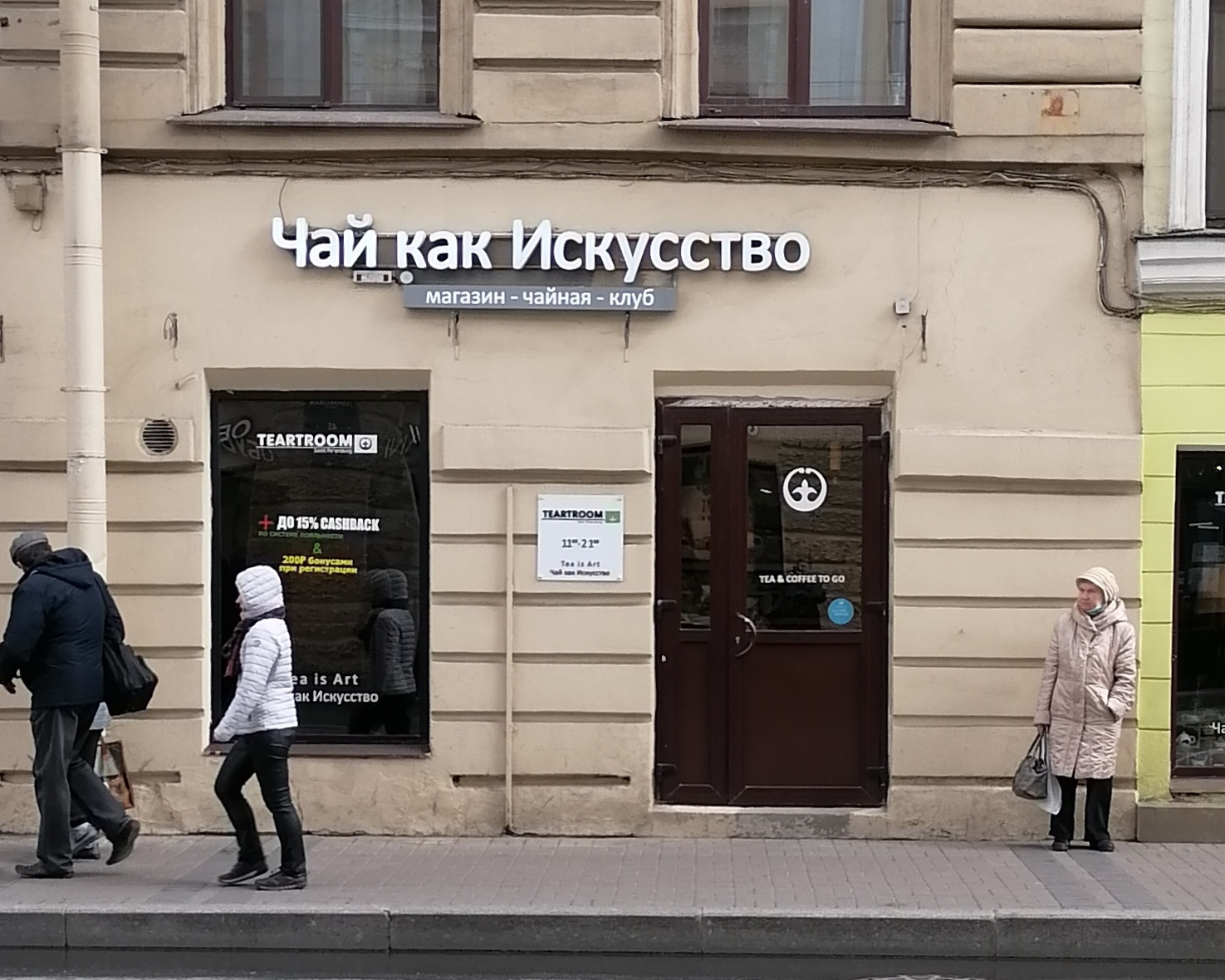
Дом № 36

- Дом № 31 — дом Ю. Б. Иверсена, надстройка и расширение 1869 года — Гаральд Боссе младший. Стиль — эклектика.
- Дом № 32 — доходный дом П. Д. Яковлева, 1875—1876 гг., архитекторы Гронвальд А. Г., Кенель В. А. (перестроил). Стиль — эклектика. Во второй половине XIX века надстроен один этаж.
- Дом № 33 — дом Ю. Н. Адельсон, конец XVIII века. 1800, в начале 1860-х и 1870-х расширен при участии  Ивана Мерца и Альберта Бенуа, в 1900—1910 гг. перестроен частично. Одним из владельцев дома был фабрикант и меценат В. Г. Жуков. В 1886 году на втором этаже размещалось Русское литературное общество. Здание является образцом эпохи позднего классицизма[12].
- Дом № 34 — доходный дом Т. Г. Растеряевой. Доходный дом купца В. Г. Жукова, конец XVIII — начало XIX веков. 1843 г., архитектор Ланге А. И. надстроил, 1845 год — архитектор Гребёнка Н. П. изменил фасады.
- Дом № 35 — доходный дом, 1830—1840-е годы, архитектор Л. В. Глама, 1872 год — архитектор К. Ф. Мюллер (Миллер) перестроил. Стиль — эклектика.
- Дом № 36 — доходный дом, 1877 год, архитектор Китнер И. С. перестроил левую часть. Стиль — эклектика
- Дом № 38 — дом В. Мадерни, конец XVIII — начало XIX веков, архитектор Франсуа Д. Стиль — классицизм.
- Дом № 39 — дом А. Н. Шлегель, 1838 год, архитекторы Брюн и П. И. Висконти. Стиль — эклектика.
- Дом № 40  Объект культурного наследия № 7802539000№ 7802539000 — Дом Васильевых, первая четверть XVIII века. Стиль — классицизм. Трёхэтажный дом, к которому примыкают четырёхэтажные дворовые корпуса, построенные в 1832 году.

### 41—50
- Дом № 41 — дом Дурышкина, конец XVIII века, 1863 г., архитектор Н. А. Гамазов. Стиль — эклектика. Здесь «жил» главный герой романа Гончарова «Обломов» Илья Ильич, также дом № 41 считается «домом Рогожина» из романа Достоевского «Идиот»[13].
- Дом № 42 — доходный дом, в 1870 году надстроен по проекту арх. Нейгаузена. В начале XX века в здании работала типография акционерного общества «Народ и труд». На фасаде в 1925 году была установлена мраомрная мемориальная доска «В этом доме в 1905—1906 гг. помещался профессиональный союз трактирщиков трактирного промысла гор. С.-Петербурга. Лен. Губ. отдел проф. союза рабочих нарпит и общежитий СССР. 13-XII-25».
- Дом № 43 — дом Дурышкина, конец XVIII — начало XIX веков, 1865 г., архитекторы Мельников А. И., Юргенс Э. Г., Гамазов Н. А. В 1934 году библиотека имени А. С. Грибоедова.
- Дом № 44 — доходный дом, 1871 г., архитектор Маас И. П..
- Дом № 45  Объект культурного наследия № 7810102000№ 7810102000 — Дом Яковлева С. Я., 1756 год, 1780-е годы, 1913 год. Стиль — классицизм. Фасад (на Садовую ул.) выделен колоннадой, боковой украшен пилястрами, на углу полукруглая лоджия. Владелец — купец Яковлев С. Я. (Собакин) (В 1762 году возведён в потомственное дворянство императором Петром III). Далее домом владел крупный купец 1-й гильдии, коммерции советник Александр Водеников. В 1810 году открыта мастерская по изготовлению мраморных и гипсовых изделий (принадлежавшая брату итальянского скульп. П. Трискорни — А. Трискорни). Была живописная мастерская художников Медичи и Туричелли. В начале XIX века были ваксельная, меняльная и восковая лавки, магазины мебели, бронзовых изделий, стеклянной посуды, мод, булочная, цирюльня и винный погреб.
- Дом № 46 — доходный дом, перестройка 1871—1872 — архитекторы В. А. Шретер, И. С. Китнер.
- Дом № 47  Объект культурного наследия № 7802417000№ 7802417000 — ансамбль зданий компаний для хранения залога громоздких движимостей, первое здание было построено в 1857 по проекту Слупского Ивана Блажеевича, затем неоднократно перестраивалось.
- Дом № 48 — дом Н. Галибина, первая половина XIX века, 1854 год — перестроили архитекторы Буятти Г. и Н. П. Гребёнка. Стиль — классицизм. В 1829 года здесь жил Н. В. Гоголь, а в начале XX века в доме была «Типография Лурье».
- Дом № 49 — Дом при словолитне и складах О. И. Лемана, 1890—1891 гг. перестроил и расширил архитектор Л. П. Андреев. Склады бутылочного стекла А. М. Северова (двор), 1859—1860 гг. архитектор Н. А. Сычев. Здания словолитни было достроено в 1905—1906 гг. достроено, архитекторы В. А. Козловский и И. П. Макаров.
- Дом № 50  Объект культурного наследия № 7810676000№ 7810676000 — дом Кукановой А. (Кладо Л. М.), 1831—1832 гг., архитектор Мельников А. И., поздний классицизм[14]. Дом был построен по заказу купчихи Кукановой, согласно первоначальному проекту, он сочетался с соседним зданием № 81 купца Яковлева. Колоннады портиков и расположение с отступом вглубь от красной линии набережной объединяли оба дома в общий ансамбль[14].

### 51—60

- Дом № 51 — доходный дом, 1880 год, архитекторы А. Г. Гронвальд и Н. А. Мельников. Перестроен.
- Дом № 52 — дом-усадьба купца А. Г. Глебова, с 1798 — Казармы лейб-гвардии Московского полка, 1787—1790 гг., архитектор предположительно Ф. И. Волков, 1798—1803 гг. , архитектор А. Д. Захарова. Стиль — классицизм. Памятник архитектуры федерального значения. На фасаде установлена мемориальная доска «Здесь размещались казармы лейб-гвардии Московского полка, солдаты которого во главе с декабристами А. А. Бестужевым-Марлинским, М. А. Бестужевым и Д. А. Щепиным-Ростовским, первыми вышли на Сетатскую площадь в день восстания против самодержавия 14 (26) декабря 1825 г.».
- Дом № 53 — дом, четыре этажа, балкон. Стиль — эклектика.
- Дом № 54 — доходный дом, 1870 год — перестроил архитектор Гун А. Л. В этом доме жили: архитектор В. П. Стасов и его сын искусствовед В. В. Стасов (1831—1838).
- Дом № 55 — доходный дом, 1846, перестроен в 1880 году по проекту академика архитектуры Фридриха Августа (Александра Ивановича) Ланге в стиле неоклассицизм. В 1917 году этот дом приобрёл доктор медицины, действительный статский советник П. А. Яппа, который здесь же и проживал с семьёй (в кв. № 11); в 1927 году здесь родился его внук, известный физик Ю. А. Яппа.
- Дом № 56 — Доходный дом, 1879—1880 гг. перестроили архитекторы Гронвальд А. Г., Мельников Н. А. В этом доме жил латышский композитор Я. Витолс (1895—1918). В его честь на фасаде в 1988 году была установлена бронзовая мемориальная доска работы скульптора Кедис С. М., гласящая «В этом доме с 1895 по 1918 годы жил и работал профессор Петербургской консерватории, основоположник латышской классической музыки Язепс Витолс. 1988», Портрет, подпись Я. Витолса и даты его жизни «1863—1948».
- Дом № 57  Объект культурного наследия № 7810115000№ 7810115000 — дом Яковлевых (Дом А. Ф. Евментьева), 1780—1790-е годы, 1856 г., архитектор Е. И. Ферри-де-Пиньи. Фасад, выходящий на р. Фонтанку не подвергался изменениям, в 1856 году была переделана центральная часть здания, выходящая на Фонтанку, в 1870 году изменены размеры окон первого этажа. Сохранилась круглая лестница во внутреннем вестибюле, представляющая художественный интерес в планировочном отношении, и вошедшая в петербургский фольклор как «Ротонда». В 1948 году был произведён реставрационный ремонт и окраска фасада. Каменный трёхэтажный жилой дом, доходного типа. Фасад обработан колонным портиком и фронтоном. Здание № 81/57 по набережной реки Фонтанки — часть архитектурного комплекса (проект А. Квасова, 1762 г.), построено в первой четверти XIX века (участок принадлежал наследникам Саввы Яковлева).
- Дом № 57А — здание школы, Ленинградский областной колледж культуры и искусства, стиль — конструктивизм, 1940, архитектор Л. М. Хидекель. У здания школы 16 мая 1988 года был открыт памятник О. Ф. Берггольц, скульптор Н. Г. Сухорукова.
- Дом № 58 — доходный дом, 1878, архитектор Ланге А. И., стиль — неоклассицизм.
- Дом № 59  Объект культурного наследия № 7810118000№ 7810118000 — дом Устинова К., Дом Петровых, 1817—1822 гг., архитектор Шарлемань И. И. 1-й (дворовый корпус). Стиль — классицизм.
- Дом № 60 — Четырёхэтажный дом с аркой.

### 61—70
- Дом № 61 — дом Е. А. Дерновой, 1901—1902 гг., архитектор Иорс И. Н., эклектика. В этом доме жил мореплаватель Ю. Ф. Лисянский (1809—1812). В 2001 году КГИОП включил здание в «Перечень вновь выявленных объектов, представляющих историческую, научную, художественную или иную культурную ценность».
- Дом № 62 — доходный дом, 1862 г., архитектор Мельников Н. А.
- Дом № 63 (Гороховая ул., 63/Большой Казачий пер., 2) — бизнес-центр, 2009 г., архитектор Питанин В. Н. До 1980-х на этом участке располагался доходный дом, перестроенный на основе здания XVIII века. Сведения об участке восходят к 1774 году, когда рассматриваемый участок был отдан Ирине Григорьевне Вязминой, жены чиновника Главной полиции Петра Наумовича Вязмина. Был построен каменный дом. В 1782 году здание купил Василий Васильевич Цыгоров (Цигорев), секретарь Государственного банка для дворянства). После его смерти дом перешёл Сильвестру Сигизмундовичу Малиновскому. В 1831-м в доме жил архитектор Василий Петрович Стасов. В 1874 году домом владел Василий Григорьевич Петров, потомственный почётный гражданин СПб. В 1870-е годы (1871—1879 гг.) дом был перестроен, стал четырёхэтажным, в центре над подъездом был сооружён балкон с металлической решеткой. В 1914 году дом принадлежал Н. П. Степанову, был создан проект реконструкции (архитектор С. Гингер).
- Дом № 64 — «дом Распутина», доходный дом А. В. Бадаевой и М. П. Тимофеевой 1901—1902 гг., архитектор Фащевский Л. А., стиль — эклектика. В этом доме в 1902—1906 годах жил русский ветеринарный врач, статский советник С. Г. Гринцер, а в 1916 году — Г. Е. Распутин. Квартира, в которой жил Распутин, находится на 2 этаже, вход со двора. В 2001-м КГИОП включил здание в «Перечень вновь выявленных объектов, представляющих историческую, научную, художественную или иную культурную ценность»[15].
- Дом № 65 — доходный дом, 1859 г., архитектор Дмитревский Е. П., стиль — эклектика.
- Дом № 66  Объект культурного наследия № 7810023000№ 7810023000 — дом Домонтовичей, 1-я четверть XIX века.
- Дом № 67 — доходный дом, 1898—1899 гг. перестроен, архитектор Архангельский Н. А. Стиль — эклектика
- Дом № 68 — доходный дом, 1882 г., архитектор Шестов П. И.
- Дом № 69 — доходный дом, эклектика.
- Дом № 70 — ранее на этом участке находился Съезжий дом третьей Московской части. В настоящее время утрачен, на его месте возведён жилой дом и отель.

### 71—79
- Дом № 71 — доходный дом 1883 года, перестроен, архитектор Грейфан Х. И.
- Дом № 73 — доходный дом, 1885 г., архитектор Садовников С. В., перестроен в 1904 по проекту архитектора Батуева П. Н.. 20 декабря 2023 года рухнул шестиэтажный расселённый флигель дома[16].
- Дом № 77 — доходный дом. Участок получил Павел Леонтьев (отставной каменных дел подмастерье) от Конюшенной конторы. Его вдова продала дом Матвею Матвеевичу Шарухину, Шарухины владели зданием более 20 лет. В 1800-е годы владельцем дома был купец Шебанов, затем — купчиха Матрёна Ивановна Алексеева. 11.03.1838 дом купил священник Андрей Иванович Окунев. После смерти А. И. Окунева дом перешёл его дочеям Мария и Александра, далее Александре Андреевне (Григорович). В 1863 году по проекту Ф. Ф. Рудольфа дом надстроили третьим этажом. В 1869 году дом перешёл по наследству Владимиру Абрамовичу Григоровичу и сестре его Софье Абрамовне. В здании располагался чайный магазин М. А. Блохина, а также работало питейное заведение Ф. И. Аленчикова. В 1874 году дом принадлежал Бабетте Ивановне Штер, в 1949-м надстроили четвёртый этаж.
- Дом № 79 — Загородный проспект, 39 — доходный дом В. А. Ратькова-Рожнова. Первоначальный проект принадлежит В. А. Шретеру (1884), строительством руководил Леонтий Бенуа (1885—1886). Стиль — эклектика. На 1 этаже гидравлическая штукатурка, на остальных имитируется кирпичная кладка, разные окна на разных этажах. Фасады здания декорированы лепным фризом и эркерами, на стене также сохранился вензель городского главы В. А. Ратькова-Рожнова. В разные годы в доме работали Женское патриотическое общество и Школа графини К. П. Клейнмихель.

### Мосты
- Красный мост — через реку Мойку.  Объект культурного наследия № 7810699003№ 7810699003
- 1808 г., 1813—1814 гг., архитектор Гесте В. И., 1953 г., архитекторы Блажевич В. В. и Ротач А. Л. Длина моста 42 метра, ширина моста 16,8 метра. Появился на Мойке в 1717 году. В 1737 году мост перестроен. (инженер Герман ван Болес). В 1778 году мост из Белого был переименован в Красный. В конце XVIII века снова подвергался реконструкции. В 1808—1814 гг. деревянный мост заменён на чугунный. (о проекту инженера В. И. Гесте) Металлические конструкции для моста изготовили уральские заводы Н. Н. Демидова. В 1953—1954 гг. (по проекту инженера В. В. Блажевича) чугунные конструкции заменили стальными.
- Каменный мост — Через канал Грибоедова.  Объект культурного наследия № 7810694005№ 7810694005
- Мост Екатерининского канала (ныне канала Грибоедова), 1776 г., строитель-инженер Борисов И. Н. Длина моста 19,7 метра, ширина моста 13,8 метра. В 1752 году на месте Каменного моста была деревянная свайная переправа, носившая название «Средний мост». В 1774—1778 гг. появился каменный мост. (по проекту инженера В. И. Назимова, под руководством инженера И. Н. Борисова). В 1880 году была заложена бомба, но взрывать не стали и мост сохранился (заговор революционеров из общества «Народная воля», попытка покушения на жизнь императора Александра II)
- Семёновский мост — через реку Фонтанку. Длина моста 52 метра, ширина моста 19,5 метров[17]. Первое упоминание моста 1717 год (план).

В 1733 году был построен новый деревянный мост. В 1788 году деревянный мост заменён каменным. В 1857 году Семёновский мост был реконструирован (из-за ветхости, по проекту инженера Ф. И. Энрольда). В 1949 году была очередная реконструкция Семёновского моста (по проекту и под руководством инженера П. В. Баженова и архитектора Л. А. Носкова).

## В литературе и искусстве
По мнению некоторых литературоведов, Гороховая улица является самой «литературной» в классической русской литературе.
- В поэме «Мёртвые души» во вставной «Повести о капитане Копейкине»:

«Ну, можете представить себе: эдакой какой-нибудь, то есть, капитан Копейкин и очутился вдруг в столице, которой подобной, так сказать, нет в мире!.. Вдруг какой-нибудь эдакой, можете представить себе, Невский прешпект, или там, знаете, какая-нибудь Гороховая, черт возьми…»
- В романе «Идиот» Ф. М. Достоевского на Гороховой улице, на пересечении с Садовой, находился дом Рогожина.
- На Гороховой улице жил заглавный герой романа И. А. Гончарова «Обломов» — Илья Ильич.
- Вера Павловна из романа Н. Г. Чернышевского «Что делать?» жила на Гороховой.
- В рассказе А. И. Куприна «Блаженный» (первое название «Тэки») на Гороховой улице жила родственница главного героя рассказа — Александра Ивановна Грачёва.
- В поэме «Петербургский роман» Иосифа Бродского есть такие строчки:

«и по Гороховой троллейбус

не привезёт уже к судьбе.

Литейный, бежевая крепость,

подъезд четвёртый кгб».
- У Анны Андреевны Ахматовой, в «Северных элегиях», Первая предыстория:

«Россия Достоевского. Луна

Почти на четверть скрыта колокольней.

Торгуют кабаки, летят пролётки

Пятиэтажные растут громады

В Гороховой, у Знаменья, под Смольным».
У Александра Розенбаума есть песня «На улице Гороховой…»

«На улице Гороховой ажиотаж,

Урицкий всю ЧК вооружает —

Всё потому, что в Питер в свой гастрольный вояж

С Одессы-мамы урки приезжают».

## Транспорт
В направлении Адмиралтейства разрешено движение любого транспорта, в противоположном — только одна полоса для движения общественного транспорта. По Гороховой улице организовано троллейбусное движение, состоящее из двух маршрутов:
- № 12 — на участке от Садовой улицы до Загородного проспекта;
- № 17 — на протяжении всей улицы.

## Объекты городской среды
| Список объектов рядом с началом Гороховой улицы | Список объектов рядом с началом Гороховой улицы       | Список объектов рядом с началом Гороховой улицы     | Список объектов рядом с началом Гороховой улицы | Список объектов рядом с началом Гороховой улицы | Список объектов рядом с началом Гороховой улицы |
| Номер дома                                      | Описание                                              | Архитектор                                          | Постройка                                       | Иллюстрация                                     | Координаты                                      |
| ----------------------------------------------- | ----------------------------------------------------- | --------------------------------------------------- | ----------------------------------------------- | ----------------------------------------------- | ----------------------------------------------- |
| До № 1                                          | Александровский сад                                   | Архитектор А. В. Квасов, ботаник Э. Л. Регель       | 1872—1874                                       | Часть сада у начала улицы                       | 59°56′13″ с. ш. 30°18′34″ в. д.                 |
| До № 1                                          | Фонтан Александровского сада                          | Н. Л. Бенуа и А. Р. Гешвенд при участии И. А. Мерца | 1876—1877                                       | Фонтан на фоне Адмиралтейства                   | 59°56′12″ с. ш. 30°18′34″ в. д.                 |
| До № 1                                          | Памятник военному деятелю на северо-запад от фонтана  |                                                     | 2000-е годы                                     |                                                 | 59°56′12″ с. ш. 30°18′34″ в. д.                 |
| До № 1                                          | Памятник военному деятелю на северо-восток от фонтана |                                                     | 2000-е годы                                     |                                                 | 59°56′12″ с. ш. 30°18′34″ в. д.                 |
| До № 1                                          | Памятник военному деятелю на юго-восток от фонтана    |                                                     | 2000-е годы                                     |                                                 | 59°56′12″ с. ш. 30°18′34″ в. д.                 |
| До № 1                                          | Памятник военному деятелю на юго-запад от фонтана     |                                                     | 2000-е годы                                     |                                                 | 59°56′12″ с. ш. 30°18′34″ в. д.                 |
| До № 1                                          | Памятник пуска Петербургского трамвая                 |                                                     | 2005, 2007                                      |                                                 | 59°56′12″ с. ш. 30°18′37″ в. д.                 |
| Адмиралтейский проспект                         |                                                       |                                                     |                                                 |                                                 |                                                 |

| Список объектов с дома № 1 до реки Мойки                 | Список объектов с дома № 1 до реки Мойки                     | Список объектов с дома № 1 до реки Мойки | Список объектов с дома № 1 до реки Мойки | Список объектов с дома № 1 до реки Мойки | Список объектов с дома № 1 до реки Мойки |
| Номер дома                                               | Описание                                                     | Архитектор                               | Постройка                                | Иллюстрация                              | Координаты                               |
| -------------------------------------------------------- | ------------------------------------------------------------ | ---------------------------------------- | ---------------------------------------- | ---------------------------------------- | ---------------------------------------- |
| № 2                                                      | Музей политической полиции России                            | Дж. Кваренги                             | конец XVIII века                         | Дом Фитингофа                            | 59°56′11″ с. ш. 30°18′38″ в. д.          |
| № 1-3                                                    | Осуществляется проект гостиничного комплекса на месте зданий |                                          |                                          |                                          |                                          |
| № 5                                                      | Доходный дом С. В. Орлова-Давыдова                           |                                          | XVIII век                                |                                          |                                          |
| № 5                                                      | Доходный дом С. В. Орлова-Давыдова                           | Перестройка 1834                         |                                          |                                          |                                          |
| № 5                                                      | Доходный дом С. В. Орлова-Давыдова                           | А. А. Грубе                              | Перестройка 1904                         |                                          |                                          |
| Малая Морская улица                                      |                                                              |                                          |                                          |                                          |                                          |
| - Гороховая улица, д. № 9 - Малая Морская улица, д. № 12 | доходный дом Жеребцовой                                      | И. А. Монигетти                          | 1852—1854                                |                                          | 59°56′05″ с. ш. 30°18′42″ в. д.          |
| Большая Морская улица                                    |                                                              |                                          |                                          |                                          |                                          |
| № 16 / Набережная реки Мойки, 71                         | Доходный дом К. Б. Корпуса                                   | А. Р. Гешвенд                            | 1876—1878                                |                                          |                                          |
| Набережная реки Мойки                                    |                                                              |                                          |                                          |                                          |                                          |
| № 16 — № 18                                              | Красный мост                                                 | В. И. Гесте                              | 1808—1814                                | Красный мост                             | 59°55′58″ с. ш. 30°18′55″ в. д.          |

| Список объектов от реки Мойки до Садовой улицы | Список объектов от реки Мойки до Садовой улицы                                     | Список объектов от реки Мойки до Садовой улицы        | Список объектов от реки Мойки до Садовой улицы | Список объектов от реки Мойки до Садовой улицы | Список объектов от реки Мойки до Садовой улицы |
| Номер дома                                     | Описание                                                                           | Архитектор                                            | Постройка                                      | Иллюстрация                                    | Координаты                                     |
| ---------------------------------------------- | ---------------------------------------------------------------------------------- | ----------------------------------------------------- | ---------------------------------------------- | ---------------------------------------------- | ---------------------------------------------- |
| № 18                                           | Императорское училище глухонемых                                                   |                                                       |                                                |                                                | 59°55′56″ с. ш. 30°19′00″ в. д.                |
| № 20                                           | Здание Александровской женской гимназии, сейчас 211-я школа им. Пьера де Кубертена | П. К. Нотбек                                          | 1870—1871                                      |                                                | 59°55′54″ с. ш. 30°19′03″ в. д.                |
| Казанская улица                                |                                                                                    |                                                       |                                                |                                                |                                                |
| Набережная канала Грибоедова                   |                                                                                    |                                                       |                                                |                                                |                                                |
| № 24 — № 26                                    | Каменный мост                                                                      | Проект — В. И. Назимов, строительство — И. Н. Борисов | 1766—1776                                      | Каменный мост                                  | 59°55′58″ с. ш. 30°18′55″ в. д.                |
| № 31                                           | Доходный дом                                                                       | Гаральд Боссе младший                                 | Надстройка и расширение 1869                   |                                                |                                                |
| № 30                                           | Доходный дом                                                                       | В. Е. Морган                                          | 1837                                           |                                                |                                                |
| Садовая улица                                  |                                                                                    |                                                       |                                                |                                                |                                                |

| Список объектов от Садовой улицы до Загородного проспекта | Список объектов от Садовой улицы до Загородного проспекта   | Список объектов от Садовой улицы до Загородного проспекта | Список объектов от Садовой улицы до Загородного проспекта | Список объектов от Садовой улицы до Загородного проспекта | Список объектов от Садовой улицы до Загородного проспекта |
| Номер дома                                                | Описание                                                    | Архитектор                                                | Постройка                                                 | Иллюстрация                                               | Координаты                                                |
| --------------------------------------------------------- | ----------------------------------------------------------- | --------------------------------------------------------- | --------------------------------------------------------- | --------------------------------------------------------- | --------------------------------------------------------- |
| № 46                                                      | Доходный дом                                                | В. А. Шретер, И. С. Китнер                                | Перестройка 1871—1872                                     |                                                           | 59°55′34″ с. ш. 30°19′32″ в. д.                           |
| Набережная реки Фонтанки                                  |                                                             |                                                           |                                                           |                                                           |                                                           |
| № 50 — № 52                                               | Семёновский мост                                            | Ф. И. Энрольд                                             | 1856—1857                                                 | Семёновский мост                                          | 59°55′30″ с. ш. 30°19′37″ в. д.                           |
| Семёновская площадь                                       |                                                             |                                                           |                                                           |                                                           |                                                           |
| № 50 — № 52                                               | Скверы на Семёновской площади                               |                                                           |                                                           |                                                           | 59°55′29″ с. ш. 30°19′39″ в. д.                           |
| Большой Казачий переулок                                  |                                                             |                                                           |                                                           |                                                           |                                                           |
| № 66                                                      | Жил Григорий Распутин                                       |                                                           |                                                           |                                                           | 59°55′22″ с. ш. 30°19′50″ в. д.                           |
| № 61 — № 65                                               | Сквер на углу Гороховой улицы и Большого Казачьего переулка |                                                           |                                                           |                                                           | 59°55′24″ с. ш. 30°19′44″ в. д.                           |
| № 79 / Загородный проспект, 39                            | Доходный дом В. А. Ратькова-Рожнова                         | Первоначальный проект В. А. Шретера                       | 1884                                                      |                                                           |                                                           |
| № 79 / Загородный проспект, 39                            | Доходный дом В. А. Ратькова-Рожнова                         | Л. Н. Бенуа                                               | 1885—1886                                                 |                                                           |                                                           |
| За № 66                                                   | Застроенный сквер                                           |                                                           |                                                           |                                                           | 59°55′20″ с. ш. 30°19′54″ в. д.                           |
| Загородный проспект                                       |                                                             |                                                           |                                                           |                                                           |                                                           |

| Список объектов от Загородного проспекта | Список объектов от Загородного проспекта | Список объектов от Загородного проспекта        | Список объектов от Загородного проспекта | Список объектов от Загородного проспекта | Список объектов от Загородного проспекта |
| Номер дома                               | Описание                                 | Архитектор                                      | Постройка                                | Иллюстрация                              | Координаты                               |
| ---------------------------------------- | ---------------------------------------- | ----------------------------------------------- | ---------------------------------------- | ---------------------------------------- | ---------------------------------------- |
| Пионерская площадь                       |                                          |                                                 |                                          |                                          |                                          |
| За № 79                                  | Памятник А. С. Грибоедову                | Скульптор В. В. Лишев                           | 1959                                     |                                          | 59°55′17″ с. ш. 30°19′57″ в. д.          |
| За № 79                                  | ТЮЗ им. Брянцева                         | архитектор А. В. Жук, консультант А. А. Брянцев | 1962                                     | Фасад ТЮЗа                               | 59°55′11″ с. ш. 30°20′06″ в. д.          |